# Dargala
Dargala est une commune du Cameroun, située dans la région de l'Extrême-Nord et le département du Diamaré, à 36 km de la ville de Maroua.

## Population
Lors du recensement de 2005, la commune comptait 33 142 habitants, dont 4 086 pour Dargala Ville.
La population est principalement constituée de Peuls, de Massa, de Kéra, de Toupouri et de Moundang.

## Structure administrative de la commune
Outre la ville de Dargala proprement dite, la commune comprend notamment les villages suivants :
- Adoumarna
- Alakiré
- Apaïdi
- Bindiryel
- Boulouliwo
- Dambaï Garré
- Dargala Windé
- Dawa
- Djabiré
- Djabiwo
- Djoïré
- Djoutngo
- Doubbelwo
- Fort-Lamy
- Gabagawol
- Gaïgaï Koumairé
- Gasseyel Fakirou
- Gasseyel Sadou
- Goraï Foulbe
- Goraï Kéra
- Gouro
- Gouroum
- Guertogalwo
- Hardéo Késsouwo
- Hardéwo
- Hodandé
- Ibbawo
- Kadaïre
- Kalaki
- Kangaléri
- Karagadji
- Kéléré
- Kodjoléwo
- Kouliré
- Lakapouté
- Lamordé
- Madouli
- Mbankara
- Mélémé
- Merem Hardéo
- Merem Wouro Bagadjé
- Merem Wouro Hidji
- Merem Wouro Kaïgama
- Ngandarma
- Ngassa
- Oussour
- Roufirdé
- Sittibirilli
- Tannéwo
- Tchabeyel
- Tchelbiwo
- Tchokola
- Touppéré
- Walidjam
- Wawala
- Wirdiwo
- Woïlaré
- Woulmoyé
- Yoldéo Garré
- Yolel
- Zalambi
- Zoumaya

## Économie
La localité vit entre autres de la culture du sorgho, du mil, des arachides, des haricots blancs et du coton.